# Isabel Swan
Isabel Swan (18 listopada 1983 w Rio de Janeiro) – brazylijska żeglarka sportowa startująca w klasie 470, brązowa medalistka olimpijska.
Brązowa medalistka igrzysk olimpijskich w 2008 roku w klasie 470 (razem z Fernandą Oliveira).
Brązowa medalistka uniwersjady w 2011 roku w zawodach drużynowych w klasie 470.